# Antony Cyril Sutton
Antony Cyril Sutton (14 de fevereiro de 1925 - 17 de junho de 2002) foi um economista, historiador e autor britânico.
Dr. Anthony Sutton é considerado o maior estudioso da Ordem de Skull & Bones, também chamada de "Brotherhood of Death" (Irmandade da Morte), ou simplesmente The Order. Investigou detalhadamente a relação entre a sociedade secreta Skull & Bones com o advento da Nova Ordem Mundial.
Os últimos anos de sua vida foram dedicados à pesquisa científica relacionada com a fusão a frio.